# Autostrada A61 (Francja)
Autostrada A61 (fr. Autoroute A61) – autostrada we południowej Francji w ciągu trasy europejskiej E80, wschodnia część Autostrady Dwóch Mórz (fr. Autoroute des Deux Mers).